# Ханила (волость)
Ха́нила (эст. Hanila vald) – бывшая волость в Эстонии, в составе уезда Ляэнемаа.

## География
Площадь волости — 232 км², численность населения на  1 января 2017 года составляла 1411 человек.

## История
Административный центр волости — деревня Кымси. Помимо этого, на территории волости находятся ещё посёлок Виртсу и 28 деревень.
В 2017 году в результате административной реформы местных самоуправлений Эстонии волость Ханила была упразднена. Её административно-территориальные единицы вошли в состав новой волости — Ляэнеранна уезда Пярнумаа.

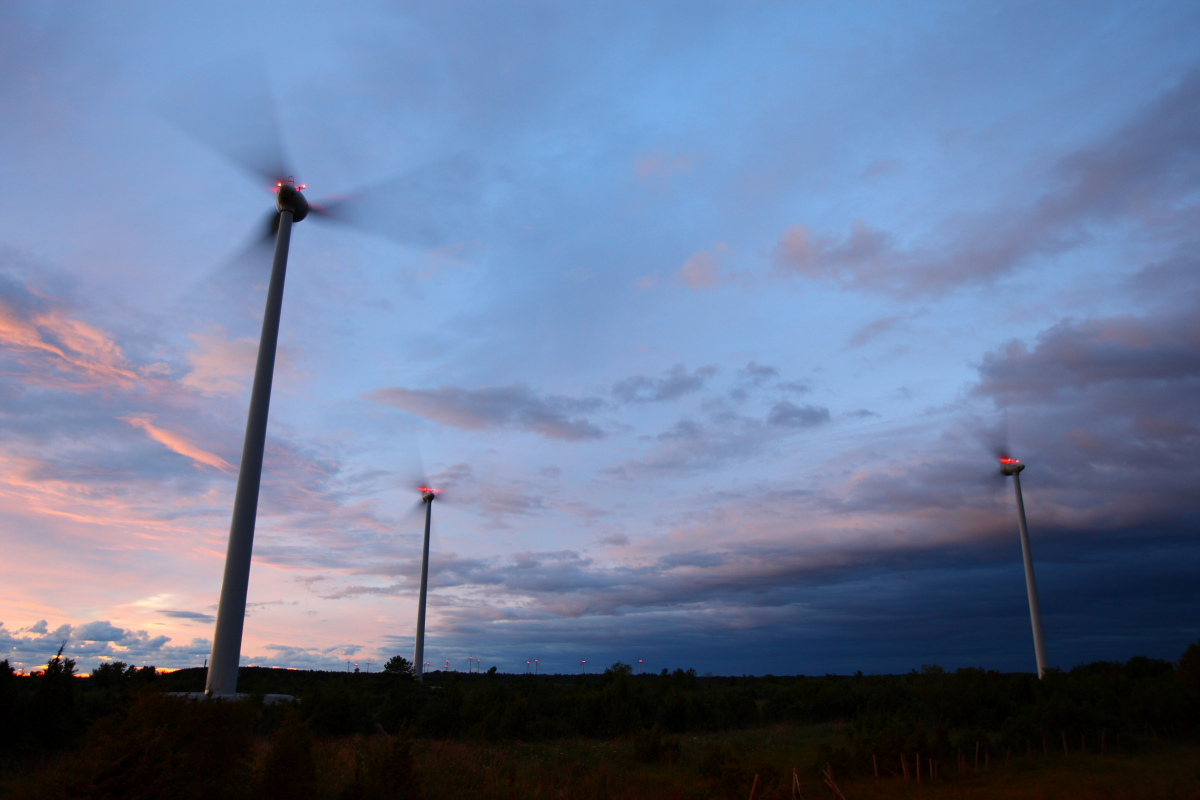
Ветряной парк Виртсу
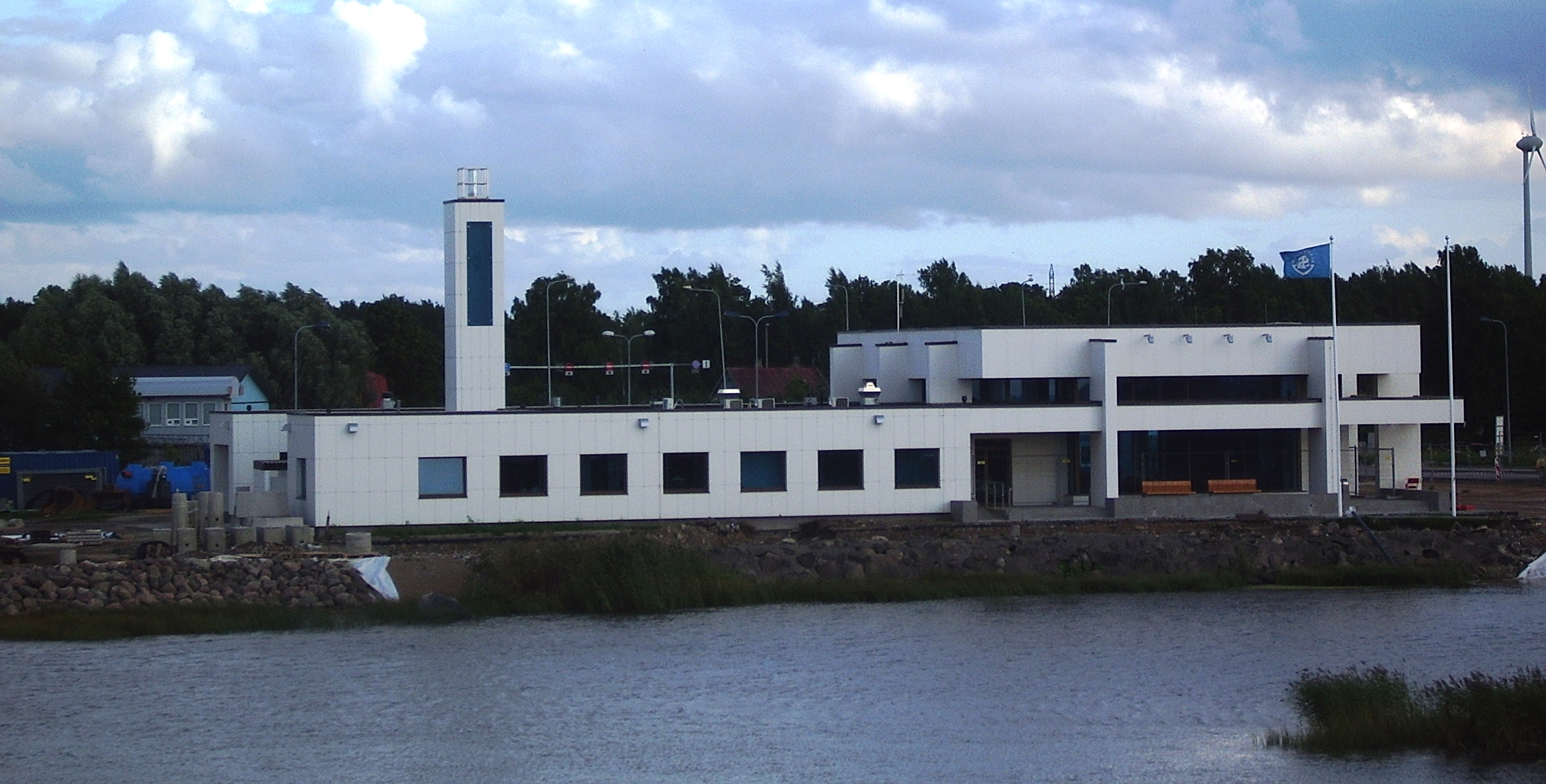
Порт в посёлке Виртсу